# سودرو
سودرو، روستایی در دهستان تازیان بخش مرکزی شهرستان بندرعباس در استان هرمزگان ایران است.

## جمعیت
بر پایه سرشماری عمومی نفوس و مسکن در سال ۱۳۹۵، جمعیت این روستا برابر با ۸۹۸ نفر (۲۶۱ خانوار) بوده است.